# 亚兰斯撞击坑
亚兰斯撞击坑（英語：Arandas）是位于火星阿基达利亚海区的一个撞击坑，位于北纬42.77°，西经15.17°。它的直径为25公里，以墨西哥的一个镇亚兰斯命名。